# 玫瑰广场 (布达佩斯)

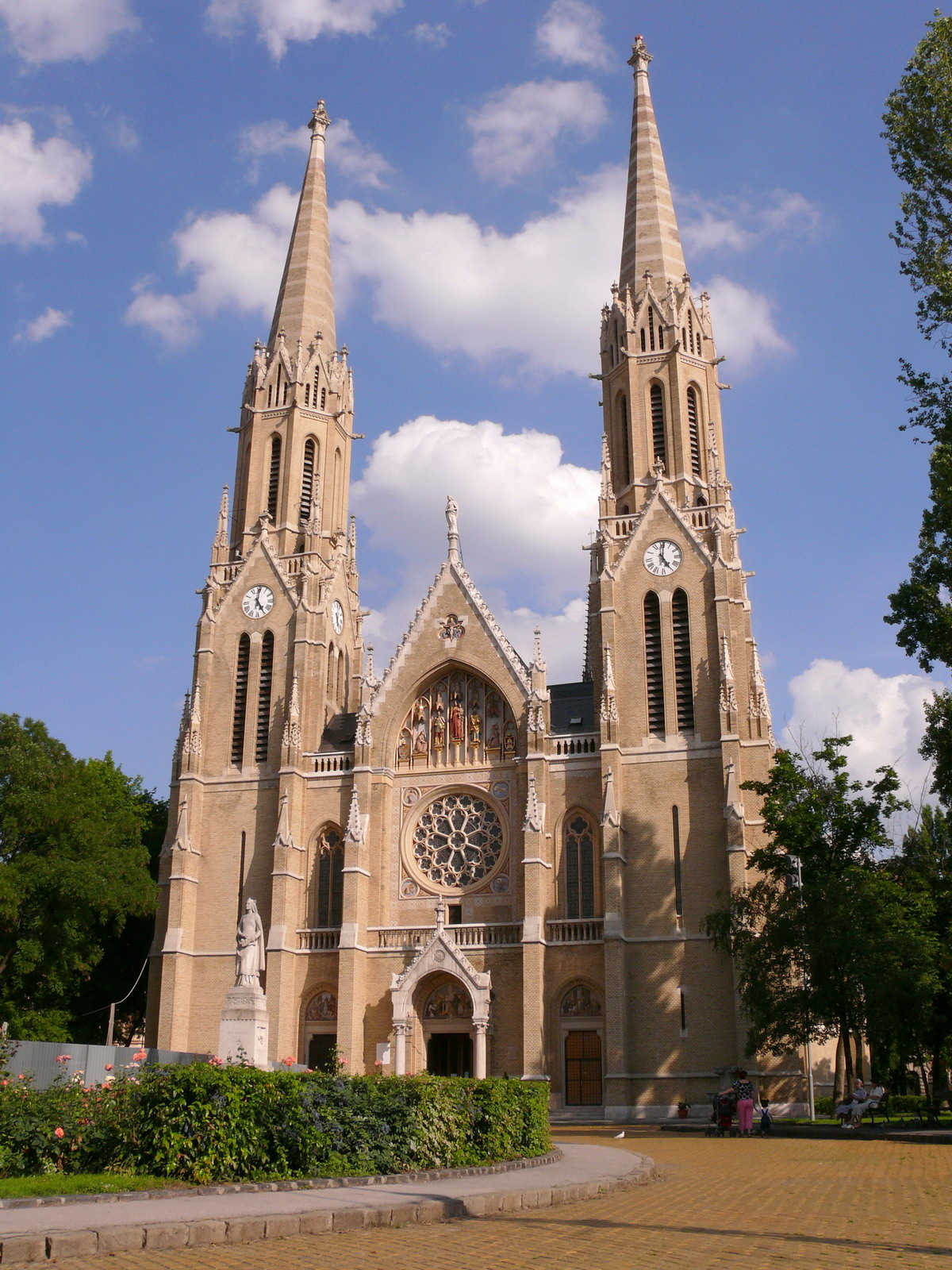
圣伊撒伯尔堂

玫瑰广场（匈牙利語：Rózsák tere）位于布达佩斯第7区的伊丽莎白城，烟草街和拉科奇大街之间，靠近羅滕比樂街。

## 历史
在18世纪，此处是一牲畜市场。在1870年代，广场周边陆续兴建了宗教和福利机构，包括老圣伊撒伯尔堂（现在的希腊天主教教会）, óvónőképző 机构和孤儿院。1901年在广场中间建造圣伊撒伯尔堂。1932年，圣伊撒伯尔去世700周年之际，广场以玫瑰命名。

## 著名建筑
- 圣伊撒伯尔堂（新哥特式，1901）。
- 玫瑰广场1号：前新教孤儿院，今匈牙利路德会布达佩斯学院（1878）。
- 玫瑰广场2号：原济贫院，今伊丽莎白医院（古典主义，1856）。
- 玫瑰广场6-7号。有 Óvónőképző 机构，今苔蕾丝不伦瑞克伯爵夫人幼儿园（文艺复兴，1875年）。1887年扩建。
- 玫瑰广场8号。圣伊撒伯尔堂（1881）
- 玫瑰广场9-10号。原罗马天主教伊丽莎白城堂区，1905年移交给希腊天主教教会.

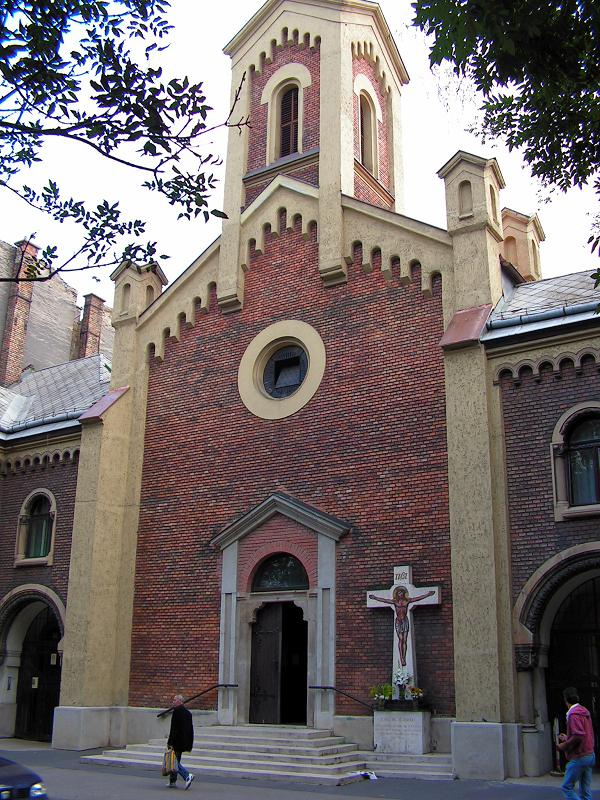
希腊天主教会